# カレドニア級戦列艦
カレドニア級戦列艦(Caledonia class ships of the line)はウィリアム・ルール設計のイギリス海軍の120門1等戦列艦。
3番艦までの武装は船尾楼の18ポンドカロネードが6門に増えたことを除いて1番艦と変わらない。しかし次の艦では下段の32ポンド砲2門が68ポンドカロネードになり、他の砲列の長砲はすべて32ポンド砲と置き換え、後甲板は18ポンド砲2門とカロネード14門に変えられた上で船首、船尾楼のカロネードを廃止するなどの劇的な強化が施された。残りの5隻は船体幅が広がってはいたが、武装はカレドニアと同じ標準的な武装だった。

## 同型艦

### 標準型
| 艦名                       | 造船所   | 発注          | 進水           | その後     |
| -------------------------- | -------- | ------------- | -------------- | ---------- |
| カレドニア(en)             | プリマス | 1797年1月19日 | 1808年6月25日  | 1875年解体 |
| ブリタニア(en)             | プリマス | 1812年6月11日 | 1820年10月20日 | 1869年解体 |
| プリンス・リージェント(en) | チャタム | 不明          | 1823年4月12日  | 1873年解体 |
| ロイアル・ジョージ(en)     | チャタム | 1819年9月2日  | 1827年9月22日  | 1875年売却 |

### 広胴型
| 艦名                     | 造船所       | 発注           | 進水          | その後     |
| ------------------------ | ------------ | -------------- | ------------- | ---------- |
| ネプチューン(en)         | ポーツマス   | 不明           | 1832年9月22日 | 1875年売却 |
| ロイアル・ウィリアム(en) | ペンブローク | 1823年12月30日 | 1833年4月2日  | 1899年焼損 |
| ウォータールー(en)       | チャタム     | 1823年9月9日   | 1833年6月10日 | 1918年焼損 |
| セント・ジョージ(en)     | プリマス     | 1819年5月27日  | 1840年8月27日 | 1883年売却 |
| トラファルガー(en)       | ウリッジ     | 1825年2月19日  | 1841年6月21日 | 1906年売却 |